# 侯渊
侯渊（？—535年）。《北史》為李淵避諱寫作侯深，神武郡尖山縣（今山西省神池縣）人，北魏末年東魏時期軍人。
開始隨杜洛周，後來和妻兄念贤一起归附爾朱榮，以軍功任平州刺史。爾朱榮死後，率軍力戰歸順爾朱兆。爾朱兆失敗，歸降高歡，為齊州刺史。魏孝武帝西奔長安，高歡命令侯淵攻打青州刺史東莱王元貴平、兗州刺史樊子鵠。侯淵獲勝但沒有當上青州刺史。於是率兵叛亂，部下離散，於是侯淵南投南梁，在途中南青州南境被殺。

## 延伸阅读
[在维基数据编辑]
 《魏書·卷80》，出自魏收《魏书》